# 2003 w filmie
Ten artykuł należy dopracować:

przedstawiono sytuację tylko z polskiej perspektywy – artykuł powinien być przekrojowy.
Pomóż go poprawić. Na stronie dyskusji mogą znajdywać się pomocne komentarze.
Wydarzenia filmowe w 2003 roku.

## Wydarzenia
- 29 listopada – 6 grudnia, Łódź – XI Międzynarodowy Festiwal Sztuki Autorów Zdjęć Filmowych Camerimage

## Box Office
| Pozycja | Tytuł                                   | Widownia  |
| ------- | --------------------------------------- | --------- |
| 1.      | Władca Pierścieni: Dwie wieże           | 1 776 990 |
| 2.      | Harry Potter i Komnata Tajemnic         | 1 700 948 |
| 3.      | Matrix Reaktywacja                      | 1 637 033 |
| 4.      | Gdzie jest Nemo?                        | 1 291 142 |
| 5.      | Matrix Rewolucje                        | 931 123   |
| 6.      | Stara baśń. Kiedy słońce było bogiem    | 900 550   |
| 7.      | Bruce Wszechmogący                      | 619 522   |
| 8.      | Chicago                                 | 509 368   |
| 9.      | Piraci z Karaibów: Klątwa Czarnej Perły | 493 940   |
| 10.     | Terminator 3: Bunt maszyn               | 420 757   |
| 11.     | Johnny English                          | 392 702   |
| 12.     | Porozmawiaj z nią                       | 384 497   |
| 13.     | To właśnie miłość                       | 356 808   |
| 14.     | 8. Mila                                 | 345 242   |
| 15.     | Moje wielkie greckie wesele             | 334 846   |
| 16.     | Ciało                                   | 319 048   |
| 17.     | Kill Bill                               | 311 065   |
| 18.     | Prosiaczek i przyjaciele                | 309 335   |
| 19.     | Frida                                   | 306 090   |
| 20.     | Makrokosmos – Podniebny taniec          | 292 240   |

## Przeboje kinowe w Polsce

### Filmy zagraniczne
| Lp. | Nazwa                           | Liczba widzów |
| --- | ------------------------------- | ------------- |
| 1.  | Władca Pierścieni: Dwie wieże   | 1 776 990     |
| 2.  | Harry Potter i Komnata Tajemnic | 1 700 948     |
| 3.  | Matrix Reaktywacja              | 1 637 033     |

### Filmy polskie
| Lp. | Nazwa                                | Liczba widzów |
| --- | ------------------------------------ | ------------- |
| 1.  | Stara baśń. Kiedy słońce było bogiem | 900 550       |
| 2.  | Ciało                                | 319 048       |
| 3.  | Superprodukcja                       | 270 000       |

## Urodzili się
- 4 stycznia – Jaeden Martell, amerykański aktor
- 4 lutego – Edvin Ryding, szwedzki aktor filmowy i telewizyjny

## Zmarli
- 17 stycznia – Richard Crenna, aktor amerykański (ur. 1926)
- 24 stycznia – Waldemar Goszcz, aktor polski (ur. 1973)
- 25 lutego – Alberto Sordi, aktor włoski (ur. 1920)
- 24 kwietnia – Albert Narkiewicz, aktor polski (ur. 1924)
- 12 czerwca – Gregory Peck, aktor amerykański (ur. 1916)
- 15 czerwca – Hume Cronyn, aktor amerykański (ur. 1911)
- 29 czerwca – Katharine Hepburn, aktorka amerykańska (ur. 1907)
- 25 lipca – John Schlesinger, reżyser amerykański (ur. 1926)
- 30 lipca – Ewa Krzyżewska, polska aktorka (ur. 1939)
- 2 sierpnia – Don Estelle, aktor amerykański (ur. 1933)
- 30 sierpnia – Charles Bronson, aktor amerykański (ur. 1921)
- 8 września – Leni Riefenstahl, reżyserka niemiecka (ur. 1902)
- 16 września – Wanda Wertenstein, polska krytyczka filmowa, scenarzystka, reżyserka (ur. 1917)
- 28 września – Elia Kazan, reżyser amerykański (ur. 1909)
- 20 października – Jack Elam, amerykański aktor (ur. 1920)
- 1 listopada – Eugeniusz Robaczewski, polski aktor (ur. 1931)
- 20 listopada – Robert Addie, angielski aktor (ur. 1960)
- 3 grudnia – David Hemmings, aktor angielski (ur. 1941)
- 22 grudnia – Rose Hill, aktorka brytyjska (ur. 1914)
- 23 grudnia – Tadeusz Worontkiewicz, polski reżyser (ur. 1932)
- 27 grudnia – Alan Bates, aktor angielski (ur. 1934)

## Premiery

### Polskie oraz polskich filmów
| Data            | Tytuł filmu                                                                                      | Kraj              | Reżyseria                                                                                     | Obsada |
| --------------- | ------------------------------------------------------------------------------------------------ | ----------------- | --------------------------------------------------------------------------------------------- | --- |
| 1 stycznia      | Harry Potter i Komnata Tajemnic (Harry Potter and the Chamber of Secrets)                        | /                 | Chris Columbus                                                                                | Daniel Radcliffe, Rupert Grint, Emma Watson, Richard Griffiths, Fiona Shaw                                             |
| 3 stycznia      | Debiutant (Tadpole)                                                                              | Stany Zjednoczone | Gary Winick                                                                                   | Aaron Stanford, Kate Mara, Robert Iler, Peter Appel, Bebe Neuwirth                                                     |
| 3 stycznia      | Pokój syna (La Stanza del Figlio)                                                                | /                 | Nanni Moretti                                                                                 | Nanni Moretti, Laura Morante, Jasmine Trinca, Giuseppe Sanfelice, Sofia Vigliar                                        |
| 10 stycznia     | Nakręceni, czyli szołbiznes po polsku                                                            | Polska            | Sylwester Latkowski                                                                           | ---- |
| 10 stycznia     | Paradox Lake                                                                                     | /                 | Przemysław Reut                                                                               | Matt Wolff, Jessica Fuchs, Phe Caplan, Bella Levy, Ernie Jurez, John Gelin                                             |
| 10 stycznia     | Rajd (Le Raid)                                                                                   | Francja           | Djamel Bensalah                                                                               | Hélène de Fougerolles, Roschdy Zem, Atmen Kelif, Lorànt Deutsch, Julien Courbey                                        |
| 10 stycznia     | Upały (Hundstage)                                                                                | Austria           | Ulrich Seidl                                                                                  | Maria Hofstätter, Erich Finsches, Gerti Lehner, Franziska Weisz, Rene Wanko                                            |
| 17 stycznia     | 8 Mila (8 Mile)                                                                                  | /                 | Curtis Hanson                                                                                 | Eminem, Kim Basinger, Mekhi Phifer, Brittany Murphy, Evan Jones                                                        |
| 17 stycznia     | Bezsenność (Insomnia)                                                                            | /                 | Christopher Nolan                                                                             | Al Pacino, Robin Williams, Hilary Swank, Oliver Zemen, Martin Donovan                                                  |
| 17 stycznia     | Eksperyment (Das Experiment)                                                                     | Niemcy            | Oliver Hirschbiegel                                                                           | Moritz Bleibtreu, Christian Berkel, Oliver Stokowski, Wotan Wilke Möhring, Stephan Szasz                               |
| 17 stycznia     | Mali agenci 2: Wyspa marzeń (Spy Kids 2: Island of Lost Dreams)                                  | Stany Zjednoczone | Robert Rodriguez                                                                              | Antonio Banderas, Carla Gugino, Alexa Vega, Daryl Sabara, Steve Buscemi                                                |
| 17 stycznia     | Polisz kicz projekt                                                                              | Polska            | Mariusz Pujszo                                                                                | Mariusz Pujszo, Michał Anioł, Agata Dratwa, Sylwia Kaczmarek, Agnieszka Gąsior                                         |
| 17 stycznia     | Porozmawiaj z nią (Hable con ella)                                                               | Hiszpania         | Pedro Almodóvar                                                                               | Javier Cámara, Darío Grandinetti, Leonor Watling, Rosario Flores, Mariola Fuentes                                      |
| 24 stycznia     | Dziewczyna z Alabamy (Sweet Home Alabama)                                                        | Stany Zjednoczone | Andy Tennant                                                                                  | Reese Witherspoon, Josh Lucas, Patrick Dempsey, Candice Bergen, Mary Kay Place                                         |
| 24 stycznia     | Nieodwracalne (Irréversible)                                                                     | Francja           | Gaspar Noé                                                                                    | Monica Bellucci, Vincent Cassel, Albert Dupontel, Jo Prestia, Philippe Nahon                                           |
| 24 stycznia     | Siostrzyczki (The Banger Sisters)                                                                | Stany Zjednoczone | Bob Dolman                                                                                    | Goldie Hawn, Susan Sarandon, Geoffrey Rush, Erika Christensen, Robin Thomas                                            |
| 31 stycznia     | Władca Pierścieni: Dwie wieże (The Lord of the Rings: The Two Towers)                            | /                 | Peter Jackson                                                                                 | Elijah Wood, Ian McKellen, Viggo Mortensen, Sean Astin, Cate Blanchett                                                 |
| 31 stycznia     | Żyć szybko, umierać młodo (The Rules of Attraction)                                              | /                 | Roger Avary                                                                                   | James Van Der Beek, Shannyn Sossamon, Jessica Biel, Kip Pardue, Kate Bosworth                                          |
| 7 lutego        | Moje wielkie greckie wesele (My Big Fat Greek Wedding)                                           | /                 | Joel Zwick                                                                                    | Nia Vardalos, Michael Constantine, Christina Eleusiniotis, Kaylee Vieira, John Kalangis                                |
| 14 lutego       | Solaris                                                                                          | Stany Zjednoczone | Steven Soderbergh                                                                             | George Clooney, Natascha McElhone, Viola Davis, Jeremy Davies, Ulrich Tukur                                            |
| 14 lutego       | Wasabi: Hubert zawodowiec (Wasabi)                                                               | /                 | Gérard Krawczyk                                                                               | Jean Reno, Ryoko Hirosue, Michel Muller, Carole Bouquet, Yoshi Oida                                                    |
| 14 lutego       | Wszystko albo nic (All or Nothing)                                                               | /                 | Mike Leigh                                                                                    | Timothy Spall, Lesley Manville, Alison Garland, James Corden, Ruth Sheen                                               |
| 21 lutego       | Antwone Fisher                                                                                   | Stany Zjednoczone | Denzel Washington                                                                             | Derek Luke, Malcolm David Kelley, Cory Hodges, Denzel Washington, Joy Bryant                                           |
| 21 lutego       | Frida                                                                                            | /                 | Julie Taymor                                                                                  | Salma Hayek, Alfred Molina, Antonio Banderas, Valeria Golino, Diego Luna                                               |
| 21 lutego       | Nadzy (Nackt)                                                                                    | Niemcy            | Doris Dörrie                                                                                  | Heike Makatsch, Benno Fürmann, Alexandra Maria Lara, Jürgen Vogel, Nina Hoss                                           |
| 28 lutego       | Eden                                                                                             | Polska            | Andrzej Czeczot                                                                               | ---- |
| 28 lutego       | Porzucona (Abandon)                                                                              | /                 | Stephen Gaghan                                                                                | Katie Holmes, Benjamin Bratt, Charlie Hunnam, Zooey Deschanel, Fred Ward                                               |
| 28 lutego       | Superprodukcja                                                                                   | Polska            | Juliusz Machulski                                                                             | Rafał Królikowski, Piotr Fronczewski, Janusz Rewiński, Anna Przybylska, Magdalena Schejbal                             |
| 28 lutego       | Złap mnie, jeśli potrafisz (Catch Me if You Can)                                                 | Stany Zjednoczone | Steven Spielberg                                                                              | Leonardo DiCaprio, Tom Hanks, Christopher Walken, Martin Sheen, Nathalie Baye                                          |
| 7 marca         | Biały oleander (White Oleander)                                                                  | /                 | Peter Kosminsky                                                                               | Amy Aquino, John Billingsley, Elisa Bocanegra, Darlene Bohorquez, Solomon Burke Jr.                                    |
| 7 marca         | Magiczne buty (Like Mike)                                                                        | Stany Zjednoczone | John Schultz                                                                                  | Bow Wow, Morris Chestnut, Jonathan Lipnicki, Brenda Song, Jesse Plemons                                                |
| 7 marca         | Star Trek: Nemesis                                                                               | Stany Zjednoczone | Stuart Baird                                                                                  | Patrick Stewart, Jonathan Frakes, Brent Spiner, LeVar Burton, Michael Dorn                                             |
| 7 marca         | Witajcie w Collinwood (Welcome to Collinwood)                                                    | /                 | Anthony Russo, Joe Russo                                                                      | William H. Macy, Isaiah Washington, Sam Rockwell, Michael Jeter, Luis Guzmán                                           |
| 14 marca        | Chicago                                                                                          | /                 | Rob Marshall                                                                                  | Taye Diggs, Renée Zellweger, Cliff Saunders, Catherine Zeta-Jones, Richard Gere                                        |
| 14 marca        | Nawrót depresji gangstera (Analyze That)                                                         | /                 | Harold Ramis                                                                                  | Robert De Niro, Billy Crystal, Lisa Kudrow, Joe Viterelli, Cathy Moriarty                                              |
| 21 marca        | Człowiek bez przeszłości (Mies vailla menneisyyttä)                                              | /                 | Aki Kaurismäki                                                                                | Markku Peltola, Kati Outinen, Juhani Niemelä, Kaija Pakarinen, Sakari Kuosmanen                                        |
| 21 marca        | I twoją matkę też (Y Tu Mamá También)                                                            | Meksyk            | Alfonso Cuarón                                                                                | Ana López Mercado, Diego Luna, Gael García Bernal, Nathan Grinberg, Verónica Langer                                    |
| 21 marca        | Polowanie na króliki (Rabbit Proof Fence)                                                        | Australia         | Phillip Noyce                                                                                 | Everlyn Sampi, Tianna Sansbury, Laura Monaghan, David Gulpilil, Ningali Lawford                                        |
| 21 marca        | Show                                                                                             | Polska            | Maciej Ślesicki                                                                               | Cezary Pazura, Joanna Pierzak, Dorota Segda, Marian Dziędziel, Sonia Bohosiewicz                                       |
| 28 marca        | Daredevil                                                                                        | Stany Zjednoczone | Mark Steven Johnson                                                                           | Ben Affleck, Jennifer Garner, Colin Farrell, Michael Clarke Duncan, Jon Favreau                                        |
| 28 marca        | Dwa tygodnie na miłość (Two Weeks Notice)                                                        | /                 | Marc Lawrence                                                                                 | Sandra Bullock, Hugh Grant, Alicia Witt, Dana Ivey, Robert Klein                                                       |
| 28 marca        | Godziny (The Hours)                                                                              | /                 | Stephen Daldry                                                                                | Nicole Kidman, Julianne Moore, Meryl Streep, Stephen Dillane, Miranda Richardson                                       |
| 28 marca        | Spokojny Amerykanin (The Quiet American)                                                         | /                 | Phillip Noyce                                                                                 | Michael Caine, Brendan Fraser, Do Thi Hai Yen, Rade Serbedzija, Tzi Ma                                                 |
| 4 kwietnia      | Gangi Nowego Jorku (Gangs of New York)                                                           | /                 | Martin Scorsese                                                                               | Leonardo DiCaprio, Daniel Day-Lewis, Cameron Diaz, Jim Broadbent, John C. Reilly                                       |
| 4 kwietnia      | Makrokosmos (Le Peuple Migrateur)                                                                | /                 | Jacques Perrin, Michel Debats, Jacques Cluzaud                                                | ---- |
| 4 kwietnia      | Mężczyzna moich marzeń (Décalage horaire)                                                        | /                 | Danièle Thompson                                                                              | Juliette Binoche, Jean Reno, Sergi López, Scali Delpeyrat, Karine Belly                                                |
| 4 kwietnia      | Schmidt (About Schmidt)                                                                          | Stany Zjednoczone | Alexander Payne                                                                               | Jack Nicholson, Kathy Bates, Hope Davis, Dermot Mulroney, June Squibb                                                  |
| 4 kwietnia      | Sukces                                                                                           | Polska            | Marek Bukowski                                                                                | Krzysztof Banaszyk, Ewa Bukowska, Bartosz Opania, January Brunov                                                       |
| 11 kwietnia     | Full Frontal. Wszystko na wierzchu (Full Frontal)                                                | Stany Zjednoczone | Steven Soderbergh                                                                             | David Duchovny, Nicky Katt, Catherine Keener, Mary McCormack, David Hyde Pierce                                        |
| 11 kwietnia     | Gerry                                                                                            | Stany Zjednoczone | Gus Van Sant                                                                                  | Casey Affleck, Matt Damon                                                                                              |
| 11 kwietnia     | Johnny English                                                                                   | /                 | Peter Howitt                                                                                  | Rowan Atkinson, Tasha de Vasconcelos, Ben Miller, Greg Wise, Douglas McFerran                                          |
| 11 kwietnia     | Statek widmo (Ghost Ship)                                                                        | /                 | Steve Beck                                                                                    | Gabriel Byrne, Julianna Margulies, Ron Eldard, Desmond Harrington, Isaiah Washington                                   |
| 18 kwietnia     | Dochodzenie (City by the Sea)                                                                    | Stany Zjednoczone | Michael Caton-Jones                                                                           | Robert De Niro, Frances McDormand, James Franco, Eliza Dushku, William Forsythe                                        |
| 18 kwietnia     | Tosca                                                                                            | /                 | Benoît Jacquot                                                                                | Angela Gheorghiu, Roberto Alagna, Ruggero Raimondi, David Cangelosi, Sorin Coliban                                     |
| 25 kwietnia     | Adaptacja. (Adaptation)                                                                          | Stany Zjednoczone | Spike Jonze                                                                                   | Nicolas Cage, Tilda Swinton, Meryl Streep, Chris Cooper, Jay Tavare                                                    |
| 25 kwietnia     | Jak stracić chłopaka w 10 dni (How to Lose a Guy in 10 Days)                                     | /                 | Donald Petrie                                                                                 | Kate Hudson, Matthew McConaughey, Kathryn Hahn, Annie Parisse, Adam Goldberg                                           |
| 1 maja          | X-Men 2 (X2)                                                                                     | /                 | Bryan Singer                                                                                  | Patrick Stewart, Hugh Jackman, Ian McKellen, Halle Berry, Famke Janssen                                                |
| 9 maja          | Czas religii (L’Ora di religione: Il sorriso di mia madre)                                       | Włochy            | Marco Bellocchio                                                                              | Sergio Castellitto, Jacqueline Lustig, Chiara Conti, Gigio Alberti, Alberto Mondini                                    |
| 9 maja          | Oszukać przeznaczenie 2 (Final Destination 2)                                                    | /                 | David R. Ellis                                                                                | Ali Larter, A.J. Cook, Michael Landes, David Paetkau, James Kirk                                                       |
| 9 maja          | Policja (Dark Blue)                                                                              | /                 | Ron Shelton                                                                                   | Kurt Russell, Scott Speedman, Michael Michele, Brendan Gleeson, Ving Rhames                                            |
| 9 maja          | Smak życia (L’auberge espagnole)                                                                 | /                 | Cédric Klapisch                                                                               | Romain Duris, Judith Godrèche, Audrey Tautou, Cécile de France, Kelly Reilly                                           |
| 16 maja         | Champion (Undisputed)                                                                            | /                 | Walter Hill                                                                                   | Wesley Snipes, Ving Rhames, Peter Falk, Michael Rooker, Jon Seda                                                       |
| 16 maja         | Joint Venture (Saving Grace)                                                                     | Wielka Brytania   | Nigel Cole                                                                                    | Brenda Blethyn, Craig Ferguson, Martin Clunes, Tchéky Karyo, Jamie Foreman                                             |
| 23 maja         | Matrix Reaktywacja (The Matrix Reloaded)                                                         | /                 | Larry i Andy Wachowski                                                                        | Keanu Reeves, Carrie-Anne Moss, Laurence Fishburne, Hugo Weaving, Matt McColm                                          |
| 30 maja         | 28 dni później (28 Days Later...)                                                                | Wielka Brytania   | Danny Boyle                                                                                   | Alex Palmer, Bindu De Stoppani, Jukka Hiltunen, David Schneider, Cillian Murphy                                        |
| 30 maja         | Pinokio (Pinocchio)                                                                              | /                 | Roberto Benigni                                                                               | Roberto Benigni, Nicoletta Braschi, Carlo Giuffrè, Kim Rossi Stuart, Peppe Barra                                       |
| 30 maja         | W poniedziałek rano (Lundi matin)                                                                | /                 | Otar Ioseliani                                                                                | Jacques Bidou, Anne Kravz-Tarnavsky, Narda Blanchet, Radslav Kinski, Dato Tarielachvili                                |
| 6 czerwca       | Ballistic (Ballistic: Ecks vs. Sever)                                                            | /                 | Wych Kaosayananda                                                                             | Antonio Banderas, Lucy Liu, Gregg Henry, Ray Park, Talisa Soto                                                         |
| 6 czerwca       | Balzac i mała Chinka (Xiao cai feng)                                                             | /                 | Dai Sijie                                                                                     | Zhou Xun, Chen Kun, Liu Ye, Wang Shuangbao, Cong Zhijun                                                                |
| 6 czerwca       | Jądro ziemi (The Core)                                                                           | /                 | Jon Amiel                                                                                     | Aaron Eckhart, Christopher Shyer, Ray Galletti, Hilary Swank, Delroy Lindo                                             |
| 6 czerwca       | Nowożeńcy (Just Married)                                                                         | /                 | Shawn Levy                                                                                    | Ashton Kutcher, Brittany Murphy, Christian Kane, David Moscow, Monet Mazur                                             |
| 6 czerwca       | Piano Bar (And Now... Ladies and Gentlemen)                                                      | /                 | Claude Lelouch                                                                                | Jeremy Irons, Patricia Kaas, Thierry Lhermitte, Alessandra Martines, Claudia Cardinale                                 |
| 6 czerwca       | Pościg za milionem (Le Boulet)                                                                   | /                 | Alain Berberian, Frédéric Forestier                                                           | Gérard Lanvin, Benoît Poelvoorde, José Garcia, Djimon Hounsou, Rossy de Palma                                          |
| 13 czerwca      | Pokojówka na Manhattanie (Maid in Manhattan)                                                     | Stany Zjednoczone | Wayne Wang                                                                                    | Jennifer Lopez, Ralph Fiennes, Natasha Richardson, Stanley Tucci, Tyler Posey                                          |
| 13 czerwca      | Powiedz to, Gabi                                                                                 | Polska            | Roland Rowiński                                                                               | Andrzej Chyra, Marta Chodorowska, Magdalena Cielecka, Krzysztof Globisz, Jan Frycz                                     |
| 20 czerwca      | Wpadka (Crush)                                                                                   | /                 | John McKay                                                                                    | Andie MacDowell, Imelda Staunton, Anna Chancellor, Kenny Doughty, Bill Paterson                                        |
| 20 czerwca      | Za szybcy, za wściekli (2 Fast 2 Furious)                                                        | /                 | John Singleton                                                                                | Paul Walker, Tyrese Gibson, Eva Mendes, Cole Hauser, Ludacris                                                          |
| 27 czerwca      | Od kołyski aż po grób (Cradle 2 the Grave)                                                       | Stany Zjednoczone | Andrzej Bartkowiak                                                                            | Jet Li, DMX, Kelly Hu, Anthony Anderson, Tom Arnold                                                                    |
| 27 czerwca      | Telefon (Phone Booth)                                                                            | Stany Zjednoczone | Joel Schumacher                                                                               | Colin Farrell, Kiefer Sutherland, Forest Whitaker, Radha Mitchell, Katie Holmes                                        |
| 27 czerwca      | Wszystko o Adamie (About Adam)                                                                   | /                 | Gerard Stembridge                                                                             | Stuart Townsend, Frances O’Connor, Charlotte Bradley, Alan Maher, Tommy Tiernan                                        |
| 27 czerwca      | The Room                                                                                         | Stany Zjednoczone | Tommy Wiseau                                                                                  | Tommy Wiseau, Greg Sestero, Juliette Danielle, Philip Haldiman                                                         |
| 4 lipca         | Aniołki Charliego: Zawrotna szybkość (Charlie’s Angels: Full Throttle)                           | Stany Zjednoczone | Joseph McGinty Nichol                                                                         | Cameron Diaz, Drew Barrymore, Lucy Liu, Bernie Mac, Crispin Glover                                                     |
| 4 lipca         | Statek miłości (Boat Trip)                                                                       | /                 | Mort Nathan                                                                                   | Cuba Gooding Jr., Horatio Sanz, Roselyn Sanchez, Vivica A. Fox, Maurice Godin                                          |
| 11 lipca        | Taxi 3                                                                                           | Francja           | Gérard Krawczyk                                                                               | Samy Naceri, Frédéric Diefenthal, Bernard Farcy, Bai Ling, Emma Wiklund                                                |
| 11 lipca        | Życie za życie (The Life of David Gale)                                                          | /                 | Alan Parker                                                                                   | Kate Winslet, Cleo King, Constance Jones, Kevin Spacey, Laura Linney                                                   |
| 18 lipca        | Armia wilków (Dog Soldiers)                                                                      | /                 | Neil Marshall                                                                                 | Sean Pertwee, Kevin McKidd, Emma Cleasby, Liam Cunningham, Thomas Lockyer                                              |
| 18 lipca        | Hulk (The Hulk)                                                                                  | Stany Zjednoczone | Ang Lee                                                                                       | Eric Bana, Jennifer Connelly, Sam Elliott, Josh Lucas, Nick Nolte                                                      |
| 18 lipca        | Rycerze z Szanghaju (Shanghai Knights)                                                           | Stany Zjednoczone | David Dobkin                                                                                  | Jackie Chan, Owen Wilson, Fann Wong, Aaron Taylor-Johnson, Aidan Gillen                                                |
| 18 lipca        | Sekretarka (Secretary)                                                                           | Stany Zjednoczone | Steven Shainberg                                                                              | James Spader, Maggie Gyllenhaal, Jeremy Davies, Lesley Ann Warren, Stephen McHattie                                    |
| 25 lipca        | Dwóch gniewnych ludzi (Anger Management)                                                         | Stany Zjednoczone | Peter Segal                                                                                   | Adam Sandler, Jack Nicholson, Marisa Tomei, Luis Guzmán, Jonathan Loughran                                             |
| 25 lipca        | Equilibrium                                                                                      | Stany Zjednoczone | Kurt Wimmer                                                                                   | Dominic Purcell, Christian Bale, Sean Bean, Christian Kahrmann, John Keogh                                             |
| 25 lipca        | Sekcja 8. (Basic)                                                                                | /                 | John McTiernan                                                                                | John Travolta, Connie Nielsen, Samuel L. Jackson, Tim Daly, Giovanni Ribisi                                            |
| 1 sierpnia      | Barbershop                                                                                       | Stany Zjednoczone | Tim Story                                                                                     | Ice Cube, Anthony Anderson, Cedric the Entertainer, Sean Patrick Thomas, Eve                                           |
| 1 sierpnia      | Ciemność (Darkness)                                                                              | /                 | Jaume Balagueró                                                                               | Anna Paquin, Lena Olin, Iain Glen, Giancarlo Giannini, Fele Martínez                                                   |
| 1 sierpnia      | Kto pierwszy, ten lepszy (Serving Sara)                                                          | /                 | Reginald Hudlin                                                                               | Matthew Perry, Elizabeth Hurley, Vincent Pastore, Bruce Campbell, Cedric the Entertainer                               |
| 1 sierpnia      | Parcie na tarcie (Knallharte Jungs)                                                              | Niemcy            | Granz Henman                                                                                  | Tobias Schenke, Axel Stein, Diana Amft, Rebecca Mosselman, Carmen-Maja Antoni                                          |
| 8 sierpnia      | Terminator 3: Bunt maszyn (Terminator 3: Rise of the Machines)                                   | /                 | Jonathan Mostow                                                                               | Arnold Schwarzenegger, Nick Stahl, Claire Danes, Kristanna Loken, David Andrews                                        |
| 14 sierpnia     | Bruce Wszechmogący (Bruce Almighty)                                                              | Stany Zjednoczone | Tom Shadyac                                                                                   | Jim Carrey, Morgan Freeman, Jennifer Aniston, Philip Baker Hall, Catherine Bell                                        |
| 22 sierpnia     | Ciało                                                                                            | Polska            | Tomasz Konecki Andrzej Saramonowicz                                                           | Rafał Królikowski, Tomasz Karolak, Zbigniew Zamachowski, Robert Więckiewicz, Cezary Kosiński                           |
| 22 sierpnia     | Formuła (The 51st State)                                                                         | /                 | Ronny Yu                                                                                      | Samuel L. Jackson, Nigel Whitmey, Robert Jezek, Emily Mortimer, Meat Loaf                                              |
| 22 sierpnia     | Intacto                                                                                          | Hiszpania         | Juan Carlos Fresnadillo                                                                       | Leonardo Sbaraglia, Eusebio Poncela, Mónica López, Antonio Dechent, Max von Sydow                                      |
| 22 sierpnia     | Kuloodporny (Bulletproof Monk)                                                                   | Stany Zjednoczone | Paul Hunter                                                                                   | Chow Yun-fat, Seann William Scott, Jaime King, Karel Roden, Victoria Smurfit                                           |
| 22 sierpnia     | Sindbad: Legenda siedmiu mórz (Sinbad: Legend of the Seven Seas)                                 | Stany Zjednoczone | Tim Johnson, Patrick Gilmore                                                                  | Brad Pitt (głos), Catherine Zeta-Jones (głos), Michelle Pfeiffer (głos), Joseph Fiennes (głos), Dennis Haysbert (głos) |
| 29 sierpnia     | Lara Croft Tomb Raider: Kolebka życia (Lara Croft Tomb Raider: The Cradle of Life)               | /                 | Jan de Bont                                                                                   | Angelina Jolie, Gerard Butler, Ciarán Hinds, Chris Barrie, Noah Taylor                                                 |
| 29 sierpnia     | Legalna blondynka 2 (Legally Blonde 2: Red, White & Blonde)                                      | Stany Zjednoczone | Charles Herman-Wurmfeld                                                                       | Reese Witherspoon, Sally Field, Regina King, Jennifer Coolidge, Bruce McGill                                           |
| 5 września      | Basen (Swimming pool)                                                                            | /                 | François Ozon                                                                                 | Charlotte Rampling, Ludivine Sagnier, Charles Dance, Jean-Marie Lamour, Marc Fayolle                                   |
| 5 września      | Hero (Ying xiong)                                                                                | /                 | Zhang Yimou                                                                                   | Jet Li, Tony Leung Chiu Wai, Maggie Cheung, Zhang Ziyi, Chen Daoming                                                   |
| 5 września      | Julia wraca do domu                                                                              | /                 | Agnieszka Holland                                                                             | Miranda Otto, William Fichtner, Lothaire Bluteau                                                                       |
| 5 września      | Piraci z Karaibów: Klątwa Czarnej Perły (Pirates of the Caribbean: The Curse of the Black Pearl) | Stany Zjednoczone | Gore Verbinski                                                                                | Johnny Depp, Geoffrey Rush, Orlando Bloom, Keira Knightley, Jack Davenport                                             |
| 5 września      | Rekrut (The Recruit)                                                                             | Stany Zjednoczone | Roger Donaldson                                                                               | Al Pacino, Colin Farrell, Bridget Moynahan, Gabriel Macht, Kenneth Mitchell                                            |
| 12 września     | American Pie: Wesele (American Wedding)                                                          | /                 | Jesse Dylan                                                                                   | Jason Biggs, Seann William Scott, Alyson Hannigan, Eddie Kaye Thomas, Thomas Ian Nicholas                              |
| 12 września     | Kocham cię                                                                                       | Polska            | Paweł Borowski                                                                                | ---- |
| 12 września     | Księga Diny (I Am Dina)                                                                          | /                 | Ole Bornedal                                                                                  | Maria Bonnevie, Gérard Depardieu, Christopher Eccleston, Pernilla August, Bjørn Floberg                                |
| 12 września     | Nożownik (The Hunted)                                                                            | Stany Zjednoczone | William Friedkin                                                                              | Tommy Lee Jones, Benicio del Toro, Connie Nielsen, Leslie Stefanson, John Finn                                         |
| 12 września     | Zabawy z bronią (Bowling for Columbine)                                                          | /                 | Michael Moore                                                                                 | ---- |
| 19 września     | 25. godzina (25th Hour)                                                                          | Stany Zjednoczone | Spike Lee                                                                                     | Edward Norton, Philip Seymour Hoffman, Barry Pepper, Rosario Dawson, Anna Paquin                                       |
| 19 września     | Dziesięć minut później – Trąbka (Ten Minutes Older: The Trumpet)                                 | /                 | Wim Wenders, Spike Lee, Jim Jarmusch, Aki Kaurismäki, Chen Kaige, Werner Herzog, Víctor Erice | Markku Peltola, Ana Sofia Liaño, Chloë Sevigny, Charles Esten, Yuanzheng Feng                                          |
| 19 września     | Pająk (Spider)                                                                                   | /                 | David Cronenberg                                                                              | Ralph Fiennes, Miranda Richardson, Gabriel Byrne, Lynn Redgrave, John Neville                                          |
| 19 września     | Przystanek Woodstock                                                                             | Polska            | Jerzy Owsiak Yach Paszkiewicz                                                                 | ---- |
| 19 września     | Segment ’76                                                                                      | Polska            | Oskar Kaszyński                                                                               | Maciej Konopiński, Ewa Andruszkiewicz-Guzińska, Ryszard Tymon Tymański, Michał Milowicz                                |
| 19 września     | Stara baśń. Kiedy słońce było bogiem                                                             | Polska            | Jerzy Hoffman                                                                                 | Daniel Olbrychski, Michał Żebrowski, Bohdan Stupka, Małgorzata Foremniak, Marina Aleksandrowa                          |
| 26 września     | Ciśnienie (Below)                                                                                | Stany Zjednoczone | David Twohy                                                                                   | Matthew Davis, Bruce Greenwood, Olivia Williams, Holt McCallany, Scott Foley                                           |
| 26 września     | Daleko od nieba (Far from Heaven)                                                                | /                 | Todd Haynes                                                                                   | Julianne Moore, Dennis Quaid, Dennis Haysbert, Patricia Clarkson, Viola Davis                                          |
| 26 września     | Małolaty u taty (Daddy Day Care)                                                                 | Stany Zjednoczone | Steve Carr                                                                                    | Eddie Murphy, Jeff Garlin, Steve Zahn, Regina King, Kevin Nealon                                                       |
| 26 września     | Teściowie (The In-Laws)                                                                          | /                 | Andrew Fleming                                                                                | Michael Douglas, Michael Bodnar, Vladimir Radian, Robin Tunney, Albert Brooks                                          |
| 26 września     | Włoska robota (The Italian Job)                                                                  | /                 | F. Gary Gray                                                                                  | Mark Wahlberg, Charlize Theron, Donald Sutherland, Jason Statham, Seth Green                                           |
| 26 września     | Żurek                                                                                            | Polska            | Ryszard Brylski                                                                               | Katarzyna Figura, Natalia Rybicka, Zbigniew Zamachowski, Hanna Polk                                                    |
| 3 października  | Do diabła z miłością (Down with Love)                                                            | /                 | Peyton Reed                                                                                   | Renée Zellweger, Ewan McGregor, Sarah Paulson, David Hyde Pierce, Rachel Dratch                                        |
| 3 października  | Dogville                                                                                         | /                 | Lars von Trier                                                                                | Nicole Kidman, Harriet Andersson, Lauren Bacall, Jean-Marc Barr, Paul Bettany                                          |
| 3 października  | Pewnego razu w Meksyku: Desperado 2 (Once Upon a Time in Mexico)                                 | Stany Zjednoczone | Robert Rodriguez                                                                              | Antonio Banderas, Salma Hayek, Johnny Depp, Mickey Rourke, Eva Mendes                                                  |
| 3 października  | Pogoda na jutro                                                                                  | Polska            | Jerzy Stuhr                                                                                   | Jerzy Stuhr, Małgorzata Zajączkowska, Roma Gąsiorowska, Barbara Kałużna, Maciej Stuhr                                  |
| 3 października  | Szkoła stewardes (A View from the Top)                                                           | Stany Zjednoczone | Bruno Barreto                                                                                 | Gwyneth Paltrow, Christina Applegate, Mark Ruffalo, Candice Bergen, Joshua Malina                                      |
| 10 października | Bad Boys II                                                                                      | Stany Zjednoczone | Michael Bay                                                                                   | Martin Lawrence, Will Smith, Jordi Mollà, Gabrielle Union, Peter Stormare                                              |
| 10 października | Buffalo Soldiers                                                                                 | /                 | Gregor Jordan                                                                                 | Joaquin Phoenix, Ed Harris, Scott Glenn, Anna Paquin, Elizabeth McGovern                                               |
| 10 października | Przemiany                                                                                        | Polska            | Łukasz Barczyk                                                                                | Maja Ostaszewska, Jacek Poniedziałek, Katarzyna Herman, Aleksandra Konieczna, Maria Maj                                |
| 10 października | Siostry magdalenki (The Magdalene sisters)                                                       | /                 | Peter Mullan                                                                                  | Geraldine McEwan, Anne-Marie Duff, Nora-Jane Noone, Dorothy Duffy, Eileen Walsh                                        |
| 10 października | Zróbmy sobie wnuka                                                                               | Polska            | Piotr Wereśniak                                                                               | Andrzej Grabowski, Małgorzata Kożuchowska, Zbigniew Zamachowski, Paweł Deląg                                           |
| 17 października | Kill Bill (Kill Bill: Vol. 1)                                                                    | Stany Zjednoczone | Quentin Tarantino                                                                             | Uma Thurman, Lucy Liu, Vivica A. Fox, Daryl Hannah, David Carradine                                                    |
| 17 października | Pornografia                                                                                      | /                 | Jan Jakub Kolski                                                                              | Krzysztof Majchrzak, Adam Ferency, Krzysztof Globisz, Grażyna Błęcka-Kolska, Jan Frycz                                 |
| 17 października | Tristan i Izolda (Tristan et Iseut)                                                              | /                 | Thierry Schiel                                                                                | Louis Wright (głos), Ciara Barker (głos), Derek Kueter (głos), Chris Bearne (głos), Thomas Sanne (głos)                |
| 24 października | Liga niezwykłych dżentelmenów (The League of Extraordinary Gentlemen)                            | /                 | Stephen Norrington                                                                            | Sean Connery, Naseeruddin Shah, Peta Wilson, Tony Curran, Stuart Townsend, Shane West                                  |
| 24 października | Ludzie, których znam (People I Know)                                                             | /                 | Daniel Algrant                                                                                | Al Pacino, Kim Basinger, Ryan O’Neal, Téa Leoni, Richard Schiff                                                        |
| 24 października | Naciągacze (Matchstick Men)                                                                      | Stany Zjednoczone | Ridley Scott                                                                                  | Nicolas Cage, Sam Rockwell, Alison Lohman, Bruce Altman, Bruce McGill                                                  |
| 24 października | Okrucieństwo nie do przyjęcia (Intolerable Cruelty)                                              | Stany Zjednoczone | Joel i Ethan Coenowie                                                                         | George Clooney, Catherine Zeta-Jones, Geoffrey Rush, Cedric the Entertainer, Edward Herrmann                           |
| 24 października | Tożsamość (Identity)                                                                             | Stany Zjednoczone | James Mangold                                                                                 | John Cusack, Ray Liotta, Amanda Peet, John Hawkes, Alfred Molina                                                       |
| 24 października | Zmruż oczy                                                                                       | Polska            | Andrzej Jakimowski                                                                            | Zbigniew Zamachowski, Małgorzata Foremniak, Andrzej Chyra, Andrzej Mastalerz, Ola Prószyńska                           |
| 5 listopada     | Matrix Rewolucje (The Matrix Revolutions)                                                        | /                 | Larry i Andy Wachowski                                                                        | Keanu Reeves, Laurence Fishburne, Carrie-Anne Moss, Hugo Weaving, Monica Bellucci                                      |
| 7 listopada     | Cena honoru (The Four Feathers)                                                                  | /                 | Shekhar Kapur                                                                                 | Wes Bentley, Mohamed Bouich, Campbell Brown, Daniel Caltagirone, James Cosmo                                           |
| 7 listopada     | Inwazja barbarzyńców (Les Invasions barbares)                                                    | /                 | Denys Arcand                                                                                  | Rémy Girard, Stéphane Rousseau, Marie-Josée Croze, Marina Hands, Dorothée Berryman                                     |
| 7 listopada     | Podwójny blef (The Good Thief)                                                                   | /                 | Neil Jordan                                                                                   | Nick Nolte, Tchéky Karyo, Emir Kusturica, Saïd Taghmaoui, Ralph Fiennes                                                |
| 14 listopada    | Good bye, Lenin!                                                                                 | Niemcy            | Wolfgang Becker                                                                               | Daniel Brühl, Katrin Saß, Czułpan Chamatowa, Maria Simon, Florian Lukas                                                |
| 14 listopada    | Rzeka tajemnic (Mystic River)                                                                    | /                 | Clint Eastwood                                                                                | Sean Penn, Tim Robbins, Kevin Bacon, Laurence Fishburne, Marcia Gay Harden                                             |
| 14 listopada    | Warszawa                                                                                         | Polska            | Dariusz Gajewski                                                                              | Agnieszka Grochowska, Łukasz Garlicki, Dominika Ostałowska, Lech Mackiewicz, Sławomir Orzechowski                      |
| 21 listopada    | Gdzie jest Nemo? (Finding Nemo)                                                                  | Stany Zjednoczone | Andrew Stanton, Lee Unkrich                                                                   | Albert Brooks (głos), Ellen DeGeneres (głos), Alexander Gould (głos), Willem Dafoe (głos), Brad Garrett (głos)         |
| 21 listopada    | Niebezpieczny umysł (Confessions of a Dangerous Mind)                                            | /                 | George Clooney                                                                                | George Clooney, Drew Barrymore, Sam Rockwell, Julia Roberts, Rutger Hauer                                              |
| 21 listopada    | To właśnie miłość (Love Actually)                                                                | /                 | Richard Curtis                                                                                | Hugh Grant, Martine McCutcheon, Emma Thompson, Alan Rickman, Denise Richards                                           |
| 22 listopada    | Klatka                                                                                           | Polska            | Sylwester Latkowski                                                                           | ---- |
| 28 listopada    | Nienasycenie                                                                                     | /                 | Wiktor Grodecki                                                                               | Cezary Pazura, Katarzyna Gniewkowska, Michał Lewandowski, Arkadiusz Jakubik, Weronika Marczuk-Pazura                   |
| 28 listopada    | Niewidoczni (Dirty Pretty Things)                                                                | Wielka Brytania   | Stephen Frears                                                                                | Chiwetel Ejiofor, Audrey Tautou, Sophie Okonedo, Sergi López, Benedict Wong                                            |
| 28 listopada    | Nigdzie w Afryce (Nirgendwo in Afrika)                                                           | Niemcy            | Caroline Link                                                                                 | Juliane Köhler, Merab Ninidze, Sidede Onyulo, Matthias Habich, Lea Kurka                                               |
| 28 listopada    | Pan i władca: Na krańcu świata (Master and Commander: The Far Side Of The World)                 | Stany Zjednoczone | Peter Weir                                                                                    | Russell Crowe, Paul Bettany, James D’Arcy, Edward Woodall, Chris Larkin                                                |
| 28 listopada    | Snowboardzista (Snowboarder)                                                                     | /                 | Olias Barco                                                                                   | Nicolas Duvauchelle, Grégoire Colin, Juliette Goudot, Jean-Philippe Écoffey, Camille de Sablet                         |
| 28 listopada    | Underworld                                                                                       | /                 | Len Wiseman                                                                                   | Kate Beckinsale, Scott Speedman, Michael Sheen, Shane Brolly, Bill Nighy                                               |
| 5 grudnia       | Pod słońcem Toskanii (Under the Tuscan Sun)                                                      | /                 | Audrey Wells                                                                                  | Diane Lane, Sandra Oh, Lindsay Duncan, Raoul Bova, Vincent Riotta                                                      |
| 5 grudnia       | S.W.A.T. Jednostka Specjalna (S.W.A.T.)                                                          | Stany Zjednoczone | Clark Johnson                                                                                 | Samuel L. Jackson, Colin Farrell, Michelle Rodriguez, LL Cool J, Josh Charles                                          |
| 5 grudnia       | Tam, gdzie żyją Eskimosi                                                                         | /                 | Tomasz Wiszniewski                                                                            | Bob Hoskins, Sergiusz Żymełka, Krzysztof Majchrzak, Andrzej Chyra                                                      |
| 5 grudnia       | Tomcio Paluch (Le Petit poucet)                                                                  | Francja           | Olivier Dahan                                                                                 | Nils Hugon, Raphaël Fuchs-Willig, William Touil, Pierre-Augustin Crenn, Théodule Carré-Cassaigne                       |
| 12 grudnia      | Muza (Bride of the Wind)                                                                         | /                 | Bruce Beresford                                                                               | Sarah Wynter, Jonathan Pryce, Vincent Pérez, Simon Verhoeven, Gregor Seberg                                            |
| 12 grudnia      | Rozwód po francusku (Le Divorce)                                                                 | /                 | James Ivory                                                                                   | Kate Hudson, Naomi Watts, Bebe Neuwirth, Thierry Lhermitte, Leslie Caron                                               |
| 26 grudnia      | Dobry piesek (Good Boy!)                                                                         | Stany Zjednoczone | John Robert Hoffman                                                                           | Molly Shannon, Liam Aiken, Kevin Nealon, Brittany Moldowan, George Touliatos                                           |
| 26 grudnia      | Magiczna gwiazda                                                                                 | Polska            | Wiesław Zięba                                                                                 | Dubbing: Cezary Pazura, Olaf Lubaszenko, Ewa Sałacka, Leszek Filipowicz                                                |
| 26 grudnia      | Medalion (The Medallion)                                                                         | /                 | Gordon Chan                                                                                   | Jackie Chan, Lee Evans, Claire Forlani, Julian Sands, John Rhys-Davies                                                 |
| 26 grudnia      | Zakręcony piątek (Freaky Friday)                                                                 | Stany Zjednoczone | Mark Waters                                                                                   | Jamie Lee Curtis, Lindsay Lohan, Mark Harmon, Harold Gould, Chad Michael Murray                                        |

### Światowe
| Data            | Tytuł filmu                                                                                      | Kraj              | Reżyseria                    | Obsada |
| --------------- | ------------------------------------------------------------------------------------------------ | ----------------- | ---------------------------- | --- |
| 10 stycznia     | Nowożeńcy (Just Married)                                                                         | /                 | Shawn Levy                   | Ashton Kutcher, Brittany Murphy, Christian Kane, David Moscow, Monet Mazur                                             |
| 18 stycznia     | Kropka nad i (Dot the i)                                                                         | /                 | Matthew Parkhill             | Gael García Bernal, Natalia Verbeke, James D’Arcy                                                                      |
| 25 stycznia     | Rekrut (The Recruit)                                                                             | Stany Zjednoczone | Roger Donaldson              | Al Pacino, Colin Farrell, Bridget Moynahan, Gabriel Macht, Kenneth Mitchell                                            |
| 27 stycznia     | Jak stracić chłopaka w 10 dni (How to Lose a Guy in 10 Days)                                     | /                 | Donald Petrie                | Kate Hudson, Matthew McConaughey, Kathryn Hahn, Annie Parisse, Adam Goldberg                                           |
| 29 stycznia     | Taxi 3                                                                                           | Francja           | Gérard Krawczyk              | Samy Naceri, Frédéric Diefenthal, Bernard Farcy, Bai Ling, Emma Wiklund                                                |
| 30 stycznia     | Oszukać przeznaczenie 2 (Final Destination 2)                                                    | /                 | David R. Ellis               | Ali Larter, A.J. Cook, Michael Landes, David Paetkau, James Kirk                                                       |
| 30 stycznia     | Rycerze z Szanghaju (Shanghai Knights)                                                           | Stany Zjednoczone | David Dobkin                 | Jackie Chan, Owen Wilson, Fann Wong, Aaron Taylor-Johnson, Aidan Gillen                                                |
| 7 lutego        | Życie za życie (The Life of David Gale)                                                          | /                 | Alan Parker                  | Kate Winslet, Cleo King, Constance Jones, Kevin Spacey, Laura Linney                                                   |
| 9 lutego        | Daredevil                                                                                        | Stany Zjednoczone | Mark Steven Johnson          | Ben Affleck, Jennifer Garner, Colin Farrell, Michael Clarke Duncan, Jon Favreau                                        |
| 9 lutego        | Good bye, Lenin!                                                                                 | Niemcy            | Wolfgang Becker              | Daniel Brühl, Katrin Saß, Chulpan Khamatova, Maria Simon, Florian Lukas                                                |
| 28 lutego       | Od kołyski aż po grób (Cradle 2 the Grave)                                                       | Stany Zjednoczone | Andrzej Bartkowiak           | Jet Li, DMX, Kelly Hu, Anthony Anderson, Tom Arnold                                                                    |
| 5 marca         | Dwóch gniewnych ludzi (Anger Management)                                                         | Stany Zjednoczone | Peter Segal                  | Adam Sandler, Jack Nicholson, Marisa Tomei, Luis Guzmán, Jonathan Loughran                                             |
| 11 marca        | Nożownik (The Hunted)                                                                            | Stany Zjednoczone | William Friedkin             | Tommy Lee Jones, Benicio del Toro, Connie Nielsen, Leslie Stefanson, John Finn                                         |
| 21 marca        | Szkoła stewardes (A View from the Top)                                                           | Stany Zjednoczone | Bruno Barreto                | Gwyneth Paltrow, Christina Applegate, Mark Ruffalo, Candice Bergen, Joshua Malina                                      |
| 25 marca        | Jądro ziemi (The Core)                                                                           | /                 | Jon Amiel                    | Aaron Eckhart, Christopher Shyer, Ray Galletti, Hilary Swank, Delroy Lindo                                             |
| 28 marca        | Sekcja 8. (Basic)                                                                                | /                 | John McTiernan               | John Travolta, Connie Nielsen, Samuel L. Jackson, Tim Daly, Giovanni Ribisi                                            |
| 2 kwietnia      | Snowboardzista (Snowboarder)                                                                     | /                 | Olias Barco                  | Nicolas Duvauchelle, Grégoire Colin, Juliette Goudot, Jean-Philippe Écoffey, Camille de Sablet                         |
| 6 kwietnia      | Johnny English                                                                                   | /                 | Peter Howitt                 | Rowan Atkinson, Tasha de Vasconcelos, Ben Miller, Greg Wise, Douglas McFerran                                          |
| 11 kwietnia     | S Club (Seeing Double)                                                                           | /                 | Nigel Dick                   | David Gant, Joseph Adams, Rachel Stevens, Hannah Spearritt, Jo O’Meara                                                 |
| 16 kwietnia     | Kuloodporny (Bulletproof Monk)                                                                   | Stany Zjednoczone | Paul Hunter                  | Chow Yun-fat, Seann William Scott, Jaime King, Karel Roden, Victoria Smurfit                                           |
| 24 kwietnia     | X-Men 2 (X2)                                                                                     | /                 | Bryan Singer                 | Patrick Stewart, Hugh Jackman, Ian McKellen, Halle Berry, Famke Janssen                                                |
| 25 kwietnia     | Wysoka fala (Killer Flood: The Day the Dam Broke)                                                | Stany Zjednoczone | Doug Campbel                 | Bruce Boxleitner, Joe Lando, Christopher Kriesa, Michele Greene, Joshua J. Masters                                     |
| 25 kwietnia     | Tożsamość (Identity)                                                                             | Stany Zjednoczone | James Mangold                | John Cusack, Ray Liotta, Amanda Peet, John Hawkes, Alfred Molina                                                       |
| 4 maja          | Małolaty u taty (Daddy Day Care)                                                                 | Stany Zjednoczone | Steve Carr                   | Eddie Murphy, Jeff Garlin, Steve Zahn, Regina King, Kevin Nealon                                                       |
| 7 maja          | Matrix Reaktywacja (The Matrix Reloaded)                                                         | /                 | Larry i Andy Wachowski       | Keanu Reeves, Carrie-Anne Moss, Laurence Fishburne, Hugo Weaving, Matt McColm                                          |
| 9 maja          | Do diabła z miłością (Down with Love)                                                            | /                 | Peyton Reed                  | Renée Zellweger, Ewan McGregor, Sarah Paulson, David Hyde Pierce, Rachel Dratch                                        |
| 14 maja         | Cowboys & Angels                                                                                 | /                 | David Gleeson                | Michael Legge, Allen Leech, Amy Shiels, David Murray, Frank Kelly                                                      |
| 17 maja         | Teściowie (The In-Laws)'                                                                         | /                 | Andrew Fleming               | Michael Douglas, Michael Bodnar, Vladimir Radian, Robin Tunney, Albert Brooks                                          |
| 18 maja         | Basen (Swimming pool)                                                                            | /                 | François Ozon                | Charlotte Rampling, Ludivine Sagnier, Charles Dance, Jean-Marie Lamour, Marc Fayolle                                   |
| 19 maja         | Dogville                                                                                         | /                 | Lars von Trier               | Nicole Kidman, Harriet Andersson, Lauren Bacall, Jean-Marc Barr, Paul Bettany                                          |
| 21 maja         | Inwazja barbarzyńców (Les Invasions barbares)                                                    | /                 | Denys Arcand                 | Rémy Girard, Stéphane Rousseau, Marie-Josée Croze, Marina Hands, Dorothée Berryman                                     |
| 23 maja         | Bruce Wszechmogący (Bruce Almighty)                                                              | Stany Zjednoczone | Tom Shadyac                  | Jim Carrey, Morgan Freeman, Jennifer Aniston, Philip Baker Hall, Catherine Bell                                        |
| 23 maja         | Rzeka tajemnic (Mystic River)                                                                    | /                 | Clint Eastwood               | Sean Penn, Tim Robbins, Kevin Bacon, Laurence Fishburne, Marcia Gay Harden                                             |
| 30 maja         | Gdzie jest Nemo? (Finding Nemo)                                                                  | Stany Zjednoczone | Andrew Stanton, Lee Unkrich  | Albert Brooks (głos), Ellen DeGeneres (głos), Alexander Gould (głos), Willem Dafoe (głos), Brad Garrett (głos)         |
| 30 maja         | Włoska robota (The Italian Job)                                                                  | /                 | F. Gary Gray                 | Mark Wahlberg, Charlize Theron, Donald Sutherland, Jason Statham, Seth Green                                           |
| 3 czerwca       | Za szybcy, za wściekli (2 Fast 2 Furious)                                                        | /                 | John Singleton               | Paul Walker, Tyrese Gibson, Eva Mendes, Cole Hauser, Ludacris                                                          |
| 17 czerwca      | Hulk (The Hulk)                                                                                  | Stany Zjednoczone | Ang Lee                      | Eric Bana, Jennifer Connelly, Sam Elliott, Josh Lucas, Nick Nolte                                                      |
| 18 czerwca      | Aniołki Charliego: Zawrotna szybkość (Charlie’s Angels: Full Throttle)                           | Stany Zjednoczone | Joseph McGinty Nichol        | Cameron Diaz, Drew Barrymore, Lucy Liu, Bernie Mac, Crispin Glover                                                     |
| 28 czerwca      | Piraci z Karaibów: Klątwa Czarnej Perły (Pirates of the Caribbean: The Curse of the Black Pearl) | Stany Zjednoczone | Gore Verbinski               | Johnny Depp, Geoffrey Rush, Orlando Bloom, Keira Knightley, Jack Davenport                                             |
| 30 czerwca      | Legalna blondynka 2 (Legally Blonde 2: Red, White & Blonde)                                      | Stany Zjednoczone | Charles Herman-Wurmfeld      | Reese Witherspoon, Sally Field, Regina King, Jennifer Coolidge, Bruce McGill                                           |
| 30 czerwca      | Terminator 3: Bunt maszyn (Terminator 3: Rise of the Machines)                                   | /                 | Jonathan Mostow              | Arnold Schwarzenegger, Nick Stahl, Claire Danes, Kristanna Loken, David Andrews                                        |
| 2 lipca         | Sindbad: Legenda siedmiu mórz (Sinbad: Legend of the Seven Seas)                                 | Stany Zjednoczone | Tim Johnson, Patrick Gilmore | Brad Pitt (głos), Catherine Zeta-Jones (głos), Michelle Pfeiffer (głos), Joseph Fiennes (głos), Dennis Haysbert (głos) |
| 9 lipca         | Bad Boys II                                                                                      | Stany Zjednoczone | Michael Bay                  | Martin Lawrence, Will Smith, Jordi Mollà, Gabrielle Union, Peter Stormare                                              |
| 10 lipca        | Dni ostatnie                                                                                     | Stany Zjednoczone | C. Jay Cox                   | Steve Sandvoss, Wes Ramsey, Rebekah Johnson, Amber Benson, Khary Payton                                                |
| 11 lipca        | Liga niezwykłych dżentelmenów (The League of Extraordinary Gentlemen)                            | /                 | Stephen Norrington           | Sean Connery, Naseeruddin Shah, Peta Wilson, Tony Curran, Stuart Townsend, Shane West                                  |
| 21 lipca        | Lara Croft Tomb Raider: Kolebka życia (Lara Croft Tomb Raider: The Cradle of Life)               | /                 | Jan de Bont                  | Angelina Jolie, Gerard Butler, Ciarán Hinds, Chris Barrie, Noah Taylor                                                 |
| 24 lipca        | American Pie: Wesele (American Wedding)                                                          | /                 | Jesse Dylan                  | Jason Biggs, Seann William Scott, Alyson Hannigan, Eddie Kaye Thomas, Thomas Ian Nicholas                              |
| 4 sierpnia      | Zakręcony piątek (Freaky Friday)                                                                 | Stany Zjednoczone | Mark Waters                  | Jamie Lee Curtis, Lindsay Lohan, Mark Harmon, Harold Gould, Chad Michael Murray                                        |
| 8 sierpnia      | Rozwód po francusku (Le Divorce)                                                                 | /                 | James Ivory                  | Kate Hudson, Naomi Watts, Bebe Neuwirth, Thierry Lhermitte, Leslie Caron                                               |
| 8 sierpnia      | S.W.A.T. Jednostka Specjalna (S.W.A.T.)                                                          | Stany Zjednoczone | Clark Johnson                | Samuel L. Jackson, Colin Farrell, Michelle Rodriguez, LL Cool J, Josh Charles                                          |
| 15 sierpnia     | Medalion (The Medallion)                                                                         | /                 | Gordon Chan                  | Jackie Chan, Lee Evans, Claire Forlani, Julian Sands, John Rhys-Davies                                                 |
| 27 sierpnia     | Pewnego razu w Meksyku: Desperado 2 (Once Upon a Time in Mexico)                                 | Stany Zjednoczone | Robert Rodriguez             | Antonio Banderas, Salma Hayek, Johnny Depp, Mickey Rourke, Eva Mendes                                                  |
| 2 września      | Naciągacze (Matchstick Men)                                                                      | Stany Zjednoczone | Ridley Scott                 | Nicolas Cage, Sam Rockwell, Alison Lohman, Bruce Altman, Bruce McGill                                                  |
| 2 września      | Okrucieństwo nie do przyjęcia (Intolerable Cruelty)                                              | Stany Zjednoczone | Joel i Ethan Coenowie        | George Clooney, Catherine Zeta-Jones, Geoffrey Rush, Cedric the Entertainer, Edward Herrmann                           |
| 8 września      | Underworld                                                                                       | /                 | Len Wiseman                  | Kate Beckinsale, Scott Speedman, Michael Sheen, Shane Brolly, Bill Nighy                                               |
| 20 września     | Pod słońcem Toskanii (Under the Tuscan Sun)                                                      | /                 | Audrey Wells                 | Diane Lane, Sandra Oh, Lindsay Duncan, Raoul Bova, Vincent Riotta                                                      |
| 26 września     | Luter (Luther)                                                                                   | /                 | Eric Till                    | Joseph Fiennes, Alfred Molina, Claire Cox, Peter Ustinov, Benjamin Sadler                                              |
| 7 października  | To właśnie miłość (Love Actually)                                                                | /                 | Richard Curtis               | Hugh Grant, Martine McCutcheon, Emma Thompson, Alan Rickman, Denise Richards                                           |
| 9 października  | Ława przysięgłych (Runaway Jury)                                                                 | Stany Zjednoczone | Gary Fleder                  | John Cusack, Gene Hackman, Dustin Hoffman, Rachel Weisz, Jeremy Piven                                                  |
| 9 października  | Nie zapomnisz mnie (Gone, But Not Forgotten)                                                     | Stany Zjednoczone | Michael D. Akers             | Matthew Montgomery, Aaron Orr, Ariadne Shaffer, Joel Bryant, Brenda Lasker                                             |
| 10 października | Dobry piesek (Good Boy!)                                                                         | Stany Zjednoczone | John Robert Hoffman          | Molly Shannon, Liam Aiken, Kevin Nealon, Brittany Moldowan, George Touliatos                                           |
| 10 października | Kill Bill (Kill Bill: Vol. 1)                                                                    | Stany Zjednoczone | Quentin Tarantino            | Uma Thurman, Lucy Liu, Vivica A. Fox, Daryl Hannah, David Carradine                                                    |
| 17 października | Teksańska masakra piłą mechaniczną (The Texas Chainsaw Massacre)                                 | Stany Zjednoczone | Marcus Nispel                | Jessica Biel, Jonathan Tucker, Erica Leerhsen, Mike Vogel, Eric Balfour                                                |
| 27 października | Matrix Rewolucje (The Matrix Revolutions)                                                        | /                 | Larry i Andy Wachowski       | Keanu Reeves, Laurence Fishburne, Carrie-Anne Moss, Hugo Weaving, Monica Bellucci                                      |
| 1 listopada     | Piekielne wiatry (Devil Winds)                                                                   | Stany Zjednoczone | Gilbert M. Shilton           | Joe Lando, Nicole Eggert, Erica Durance, Peter Graham-Gaudreau, Garwin Sanford                                         |
| 14 listopada    | Pan i władca: Na krańcu świata (Master and Commander: The Far Side Of The World)                 | Stany Zjednoczone | Peter Weir                   | Russell Crowe, Paul Bettany, James D’Arcy, Edward Woodall, Chris Larkin                                                |

## Nagrody filmowe
- Oskary
  - Najlepszy film – Władca Pierścieni: Powrót króla (The Lord of the Rings: The Return of the King)
  - Najlepszy aktor – Sean Penn Rzeka tajemnic (Mystic River)
  - Najlepsza aktorka – Charlize Theron Monster
  - Wszystkie kategorie: 76. ceremonia wręczenia Oscarów
- Festiwal w Cannes
  - Złota Palma: Gus Van Sant – Słoń (Elephant)
- Festiwal w Berlinie
  - Złoty Niedźwiedź: Michael Winterbottom – Na tym świecie (In This World)
- Festiwal w Wenecji
  - Złoty Lew: Andriej Zwiagincew – Powrót (Vozvrashcheniye)
- XXVIII Festiwal Polskich Filmów Fabularnych
  - Złote Lwy: Warszawa, reż. Dariusz Gajewski
- XI Międzynarodowy Festiwal Sztuki Autorów Zdjęć Filmowych Camerimage, Łódź
  - Złota Żaba: César Charlone za zdjęcia do filmu Miasto Boga
  - Srebrna Żaba: Piotr Kukla za zdjęcia do filmu Bliźniaczki
  - Brązowa Żaba: Eduardo Serra za zdjęcia do filmu Dziewczyna z perłą